# Castillo de Leiría
El castillo de Leiría se localiza en la ciudad, freguesia, municipio y distrito de Leiría, en Portugal.
Edificado en posición dominante sobre la primitiva población y el río Lis, este bello e imponente castillo medieval, donde se contrastan las bellezas del patrimonio edificado y las del paisaje natural recibe anualmente unos 70 000 turistas. Considerado el mejor ejemplo de transformación residencial de un castillo en el país, el monumento comprende otras atracciones arquitectónicas, históricas y arqueológicas.
- Datos: Q2969701
- Multimedia: Castelo de Leiria / Q2969701